# Fordismo
Fordismo refere-se aos sistemas de produção em massa (linha de produção) e gestão, idealizados em 1913 pelo empresário estadunidense Henry Ford, autor do livro "Minha filosofia e indústria", fundador da Ford Motor Company, em Highland Park. Trata-se de uma forma de racionalização da produção capitalista baseada em inovações técnicas e organizacionais que se articulam tendo em vista, de um lado a produção em massa e, do outro, o consumo em massa. Ou seja, esse "conjunto de mudanças nos processos de trabalho (semi-automatização, linhas de montagem)" é intimamente vinculado as  novas formas de consumismo social.
Esse modelo revolucionou a indústria automobilística a partir de janeiro de 1914, quando Ford introduziu a primeira linha de montagem automatizada. Ele seguiu à risca os princípios de padronização e simplificação de Frederick Taylor e desenvolveu outras técnicas avançadas para a época. Suas fábricas eram totalmente verticalizadas. Ele possuía desde a fábrica de vidros, a plantação de seringueiras, até a siderúrgica.
De fato, Ford criou o mercado de massa para os automóveis. Sua obsessão era tornar o automóvel tão barato que todos poderiam comprá-lo.

## Antecedentes

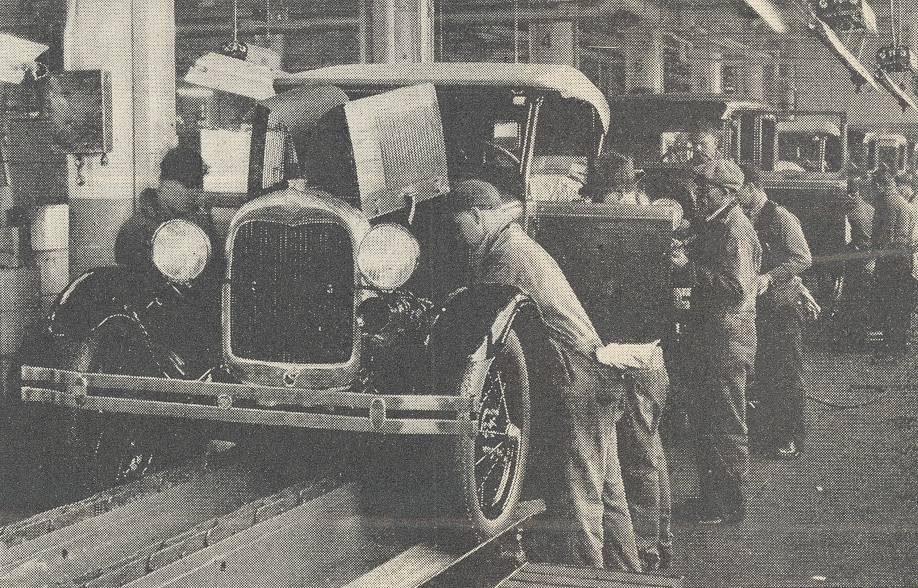
Produção em Massa do Modelo A.

A Ford Motor Company foi uma das centenas de pequenos fabricantes de automóveis que surgiram entre 1890 e 1910. Depois de cinco anos produzindo automóveis, a Ford lançou o Modelo T, que era simples e leve, mas robusto o suficiente para dirigir nas estradas norte-americanas. A produção em massa desse automóvel baixou seu preço unitário, tornando-o acessível para o consumidor médio. Além disso, a Ford aumentou substancialmente os salários dos seus trabalhadores para combater o absentismo galopante e a rotatividade de funcionários, que se aproximava dos 400% ao ano, que teve o subproduto de dar-lhes os meios para se tornarem clientes. Isso levou a um consumo massivo. Na verdade, o Modelo T superou todas as expectativas porque atingiu um pico de 60% da produção de automóveis nos Estados Unidos.
O sistema de produção exemplificado pela Ford envolvia sincronização, precisão e especialização dentro de uma empresa.
A Ford e seus gerentes seniores não usaram a palavra "fordismo" para descrever suas motivações ou visão de mundo, no entanto, muitos contemporâneos aplicaram-na ela.

## História
O termo ganhou destaque quando foi usado por Antonio Gramsci em 1934 em seu ensaio 22 "Americanismo e fordismo" em seus Cadernos do Cárcere. Americanismo e fordismo teve diversas edições brasileiras como um livro em separado.  Desde então, tem sido usado por vários escritores sobre economia e sociedade, principalmente, mas não exclusivamente, na tradição marxista.
Segundo o historiador Charles S. Maier, o fordismo propriamente dito foi precedido na Europa pelo taylorismo, uma técnica de disciplina e organização do trabalho, baseada em estudos supostamente científicos da eficiência humana e dos sistemas de incentivos. Atraiu intelectuais europeus, especialmente na Alemanha e na Itália, do fin de siècle à Primeira Guerra Mundial.
Depois de 1918, no entanto, a eficiência do trabalho pregada pelo pensamento taylorista na Europa mudou para o "fordismo". Dessa forma, houve a reorganização de todo o processo produtivo com a mudança na linha de montagem, a padronização e o mercado de massas. O grande apelo do fordismo na Europa era que prometia varrer todos os resíduos arcaicos da sociedade pré-capitalista, subordinando a economia, a sociedade e mesmo a personalidade humana aos critérios estritos da racionalidade técnica.
O fordismo teve seu ápice no pós Segunda Guerra Mundial, entre 1945 e 1968, que ficaram conhecidos como Era de Ouro do capitalismo. Entretanto, a rigidez deste modelo de gestão industrial foi a causa do seu declínio. Ficou famosa a frase de Ford, que dizia que poderiam ser produzidos automóveis de qualquer cor, desde que fossem pretos. Isto porque a tinta preta secava mais rapidamente, e os carros poderiam ser montados em menos tempo.
Os avanços tecnológicos e o fim da Guerra Fria inauguraram uma nova fase "neoliberal" da globalização na década de 1990. Antonio e Bonanno sugerem que os elementos negativos do fordismo, como a desigualdade econômica, permaneceram, permitindo que aflorassem problemas culturais e ambientais relacionados, que inibiram a busca da democracia nos Estados Unidos.

O historiador Thomas Hughes detalhou como a União Soviética, nas décadas de 1920 e 1930, abraçou com entusiasmo o fordismo e o taylorismo, importando especialistas americanos em ambos os campos, bem como firmas de engenharia norte-americanas, para construir partes de sua nova infraestrutura industrial. Os conceitos do plano quinquenal e da economia planificada centralizada podem ser atribuídos diretamente à influência do taylorismo no pensamento soviético. Nesse sentido, Hughes cita Joseph Stalin, que afirmava que a "eficiência americana é aquela força indomável que não conhece nem reconhece obstáculos; que continua em uma tarefa uma vez iniciada até que ela seja concluída, mesmo que seja uma tarefa menor; e sem a qual um trabalho construtivo sério é inconcebível". Finalizando que "a combinação do ímpeto revolucionário russo com eficiência americana é a essência do leninismo".

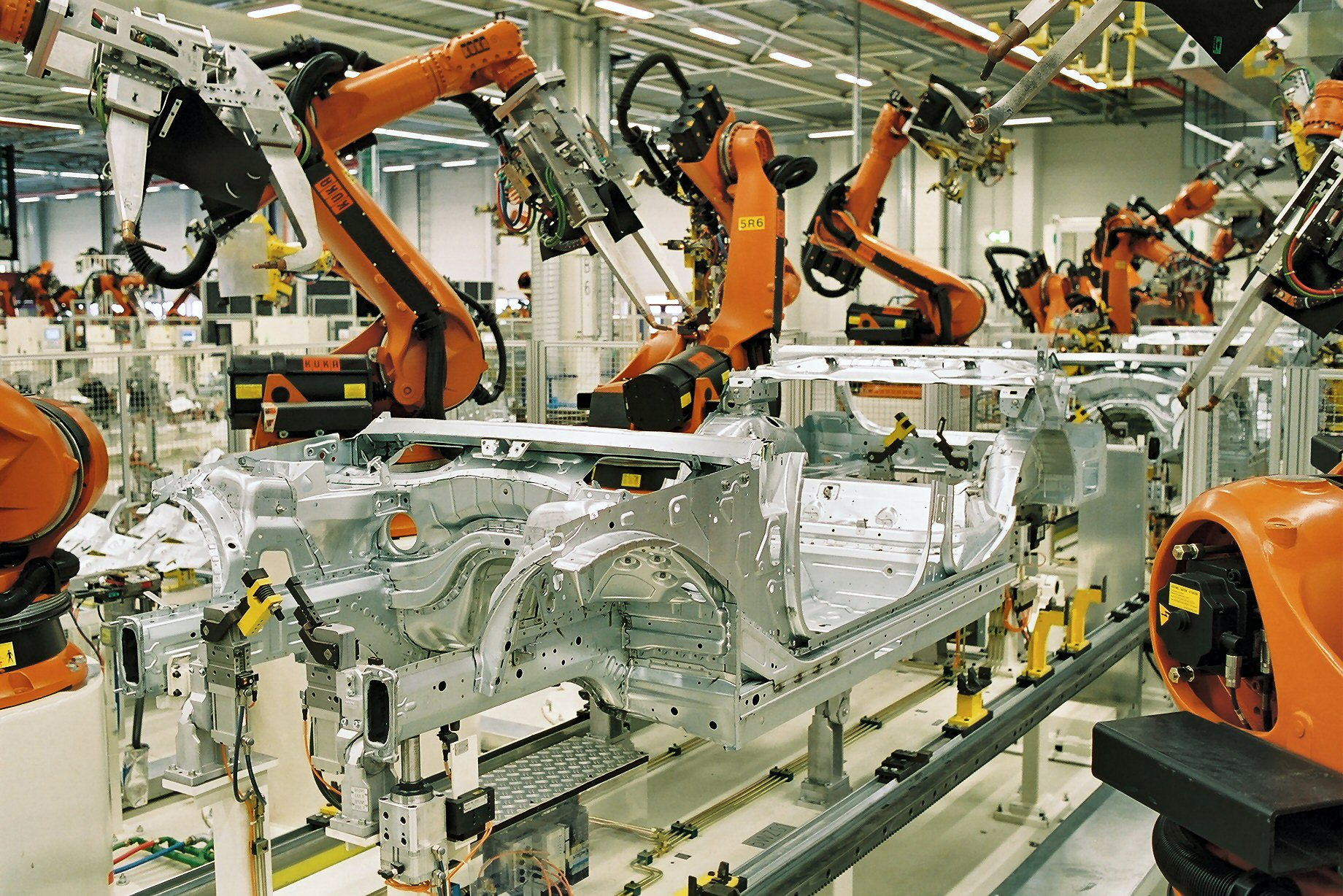
Soldagem por pontos de carrocerias com robôs industriais KUKA. Fábrica da BMW em Leipzig, Alemanha.

Hughes descreve como, à medida que a União Soviética se desenvolveu e cresceu em poder, ficou mais poderosa, tanto os soviéticos quanto os americanos optaram por ignorar ou negar a contribuição das ideias e conhecimentos americanos. Os soviéticos o fizeram porque desejavam se apresentar como criadores de seu próprio destino e não endividados com seus rivais, enquanto os americanos o fizeram porque não desejaram reconhecer, durante a Guerra Fria, seu papel na criação de um rival poderoso.
Na década de 1970, após os choques do petróleo e a entrada de competidores japoneses no mercado automobilístico, o fordismo e a produção em massa entram em crise e começam gradativamente, sendo substituídos pela produção enxuta, modelo de produção baseado no sistema Toyota de Produção ou toyotismo.

## Características
O fordismo é "o sistema manufatureiro homônimo projetado para distribuir bens padronizados e de baixo custo e proporcionar aos trabalhadores salários decentes o suficiente para comprá-los". Também foi descrito como "um modelo de expansão econômica e progresso tecnológico baseado na produção em massa: a fabricação de produtos padronizados em grandes volumes usando máquinas para fins especiais e mão de obra não qualificada". Embora o fordismo tenha sido um método usado para melhorar a produtividade na indústria automotiva, o princípio poderia ser aplicado a qualquer tipo de processo de fabricação. O sucesso desse modelo de produção resultou de três fatores principais. O primeiro deles é a padronização do produto, consequência da substituição do trabalho manual pelo feito por máquinas e usando moldes realizados trabalhadores não qualificados. Segundo, o emprego de linhas de produção, que usam ferramentas e/ou equipamentos para fins especiais para permitir que trabalhadores não qualificados contribuam para o produto acabado. E por fim, os trabalhadores recebem salários "dignos" mais elevados para que possam comprar os produtos que fabricam.
Esses princípios, combinados com uma revolução tecnológica durante a época de Henry Ford, permitiram que essa forma de trabalho florescesse. Embora a linha de montagem não fosse algo original, visto que era usada anteriormente em abatedouros, ela mudou a produção de bens. De qualquer forma, a contribuição mais original do fordismo para o mundo moderno foi simplificar tarefas complexas com a ajuda de ferramentas especializadas. Tarefas mais simples criavam peças intercambiáveis que podiam ser usadas da mesma maneira todas as vezes. Isso permitiu uma flexibilidade bastante adaptável, criando uma linha de montagem que poderia ser alterada para atender às necessidades do produto no processo de montagem. A verdadeira realização de Ford foi reconhecer o potencial dividindo tudo em seus componentes, apenas para reconstruí-lo em uma combinação mais eficiente e produtiva.
As principais mudanças trazidas pelo fordismo foi o enxugamento da mão de obra necessária para o funcionamento da fábrica e desqualificou a própria mão de obra, reduzindo os custos de produção. Bob Jessop descreve quatro níveis de fordismo.
Uma das principais características do fordismo foi o aperfeiçoamento da linha de montagem. Os veículos eram montados em esteiras rolantes, que se movimentavam enquanto o operário ficava praticamente parado. Buscava-se assim a eliminação do movimento inútil: o objeto de trabalho era entregue ao operário, em vez de ele ir buscá-lo. Cada operário realizava apenas uma operação simples ou uma pequena etapa da produção. Desta forma não era necessária quase nenhuma qualificação dos trabalhadores.
O método de produção fordista exigia vultosos investimentos em máquinas e instalações, mas permitiu que a Ford produzisse mais de 2 milhões de carros por ano, durante a década de 1920. O veículo pioneiro produzido segundo o sistema fordista foi o mítico Ford Modelo T, mais conhecido no Brasil como "Ford Bigode".
Juntamente com o sucesso das vendas do modelo "T" e do fordismo, criou-se  o chamado ciclo da prosperidade  que mudaria a economia dos Estados Unidos e a vida de muitos americanos da época.  Muitos outros setores, como o têxtil, siderúrgico, energético (combustível), entre tantos outros, foram afetados direta ou indiretamente pelo desenvolvimento da indústria automobilística e tiveram um crescimento substancial. Mais rodovias foram construídas, propiciando maior facilidade de locomoção da população e dando lugar ao surgimento de novos polos comerciais ao longo de sua extensão.

## Pós-Fordismo

Tecnologia da informação, trabalho administrativo e especialização são alguns dos atributos do pós-fordismo.

O período posterior ao fordismo pode ser denominado de Pós-Fordista ou Neo-Fordista. O primeiro termo implica que o capitalismo global rompeu totalmente com o fordismo, incluindo a superação de suas inconsistências, enquanto o último implica que os elementos do ROA fordista continuaram a existir. A escola da regulação prefere o termo Depois do Fordismo (ou Après-Fordismo francês) para denotar que o que vem depois do fordismo não é muito claro.
De forma geral, nas economias pós-fordistas as novas tecnologias de informação são centrais, os produtos são comercializados em nichos de mercado, e não em padrões de consumo de massa com base na classe social, as indústrias de serviços predominam sobre a manufatura, as mulheres são incorporadas como força de trabalho e os mercados financeiros são globalizados. Além disso, os trabalhadores precisam ser criativos, não permanecem no mesmo emprego por toda a vida, e a empresa centra no sistema just-in-time, no qual os produtos são fabricados após os pedidos serem feitos.